# Kleppe/Verdalen
Kleppe/Verdalen is een plaats in de Noorse gemeente Klepp, provincie Rogaland. Kleppe/Verdalen telt 6749 inwoners (2007) en heeft een oppervlakte van 3,16 km².